# 고양이 여드름
고양이 여드름(Feline acne)은 주로 고양이 턱과 주변 부위에 염증을 동반한 면포 형성과 관련된 문제로 병변, 탈모, 종양을 일으킬 수 있다. 많은 경우 증상이 가볍고 치료가 필요하지 않다. 가벼운 경우는 고양이의 턱에 묻은 흙과 비슷하지만, "흙"은 지워지지 않는다. 그러나 더 심한 경우에는 치료에 천천히 반응하여 고양이의 건강과 외모를 심각하게 손상시킬 수 있다. 고양이 여드름은 나이, 성별, 품종에 관계 없이 고양이에게 영향을 줄 수 있지만, 페르시안 고양이들은 얼굴과 피부 주름에도 여드름이 생길 가능성이 높다. 이 문제는 한 번 발생하거나, 재발하거나, 심지어 고양이의 일생 동안 지속적일 수 있다.